# Lough Allen
Lough Allen (irl. Loch Aillionn) – jezioro na rzece Shannon, położone w hrabstwach Leitrim i Roscommon w Irlandii. Ma około 8 mil (13 km) długości i 3 mile (4,8 km) szerokości w najszerszym (północnym) krańcu. Jest otoczone górami – na wschodnim brzegu jeziora wznoszą się góry Iron Mountains o wysokości dochodzącej do 1927 stóp (587 m), a na zachodnim brzegu wzgórza o wysokości przekraczającej 1400 stóp (430 m). Na jeziorze znajduje się kilka małych wysp. Na wyspie Inishmagrath, położonej w północnej części jeziora, znajdują się ruiny wczesnochrześcijańskiego kościoła. W miejscowości Tarmon w pobliżu jeziora można zobaczyć ruiny kościoła św. Patryka. Na zachodnim brzegu jeziora, w górach Arigna i dolinie o tej samej nazwie, dawniej eksploatowano złoża węgla i rudy żelaza.